# Robert Menzel

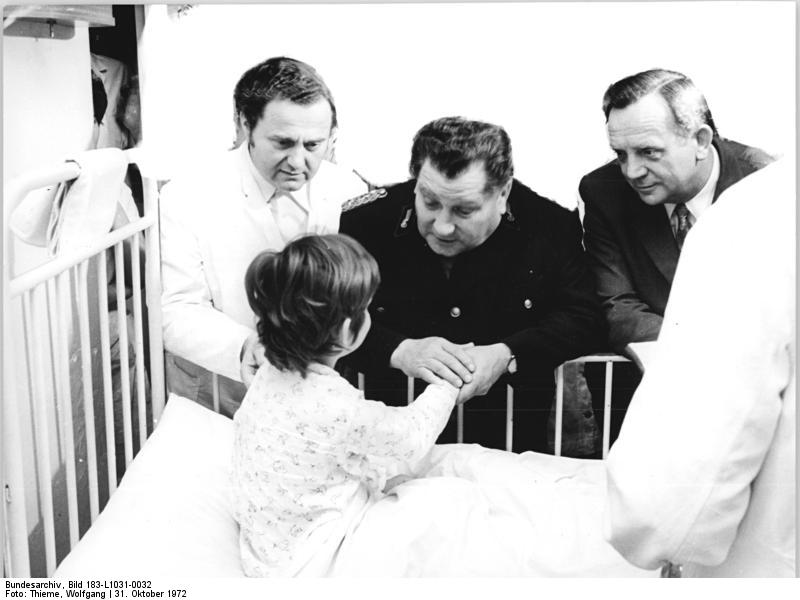
Robert Menzel (Mitte) und Heinz Arnold (r.), Vorsitzender des Rates des Bezirkes Karl-Marx-Stadt, besuchten Verletzte des Zugunglücks von Schweinsburg-Culten im Werdauer Krankenhaus (Oktober 1972).

Robert Menzel (* 12. Oktober 1911 in Gräfenort, Kreis Oppeln; † 27. November 2000) war ein deutscher Politiker (KPD/SED), Widerstandskämpfer und Jugendfunktionär (KJVD/FDJ). Er war stellvertretender Minister für Verkehrswesen der DDR und Mitglied des ZK der SED.

## Leben

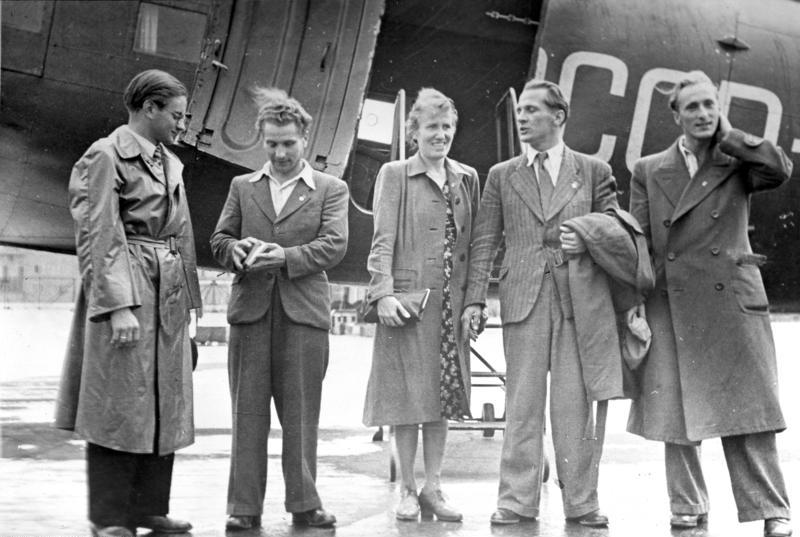
Rückkehr einer FDJ-Delegation aus der Sowjetunion auf dem Flugplatz Schönefeld (August 1947), v. l. n. r.: Herbert Geisler, Robert Menzel, Edith Baumann, Erich Honecker und Heinz Keßler.

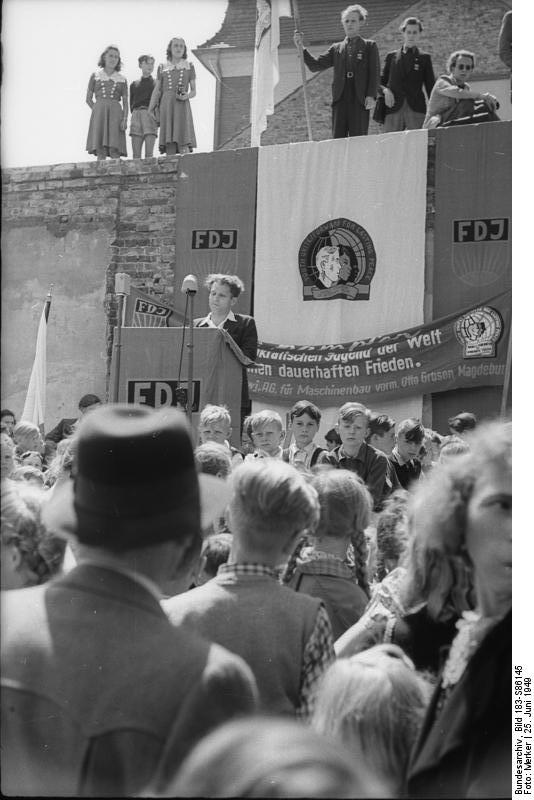
Robert Menzel als Redner im Juni 1949 bei der Eröffnung des Kulturhauses der FDJ, Francke-Jugendheim in Magdeburg

Menzel, Sohn eines Eisenbahners, absolvierte eine Ausbildung als Orthopädiemechaniker und war anschließend in diesem Beruf tätig. Ab 1921 war er Mitglied der Arbeitersportbewegung und trat 1928 dem KJVD bei. Er war dort Kassierer, Ortsgruppenleiter sowie Unterbezirksleiter in Oppeln. 1932 wurde er Mitglied der KPD. Ab Oktober 1932 war er Politischer Leiter der Roten Jungfront, der Jugendwehrorganisation des RFB.
Nach der „Machtergreifung“ der Nationalsozialisten beteiligte er sich am Widerstand. Von April bis Juni 1933 war er im KZ Sonnenburg inhaftiert. Am 1. Juli 1933 wurde er erneut verhaftet und im Juni 1934 durch den Ersten Strafsenat des Oberlandesgerichts Breslau wegen „Vorbereitung zum Hochverrat“ zu zwölf Jahren Zuchthaus verurteilt. Bis 1944 war Menzel in den Zuchthäusern Groß-Strelitz und Brandenburg inhaftiert. Im Februar 1945 wurde er zu einem Bewährungsbataillon der Waffen-SS gepresst. Im April 1945 desertierte er bei Forst zur Roten Armee. 1945/1946 befand er sich in sowjetischer Kriegsgefangenschaft in Sagan. Zwischen September 1945 und August 1946 war er zunächst Lehrgangsteilnehmer und anschließend Lehrer an der Antifa-Schule der 2. Belorussischen Front in Liegnitz.
Nach seiner Rückkehr nach Deutschland im August 1946 trat er der SED bei und arbeitete als Funktionär der FDJ in Halle (Saale) und war von 1946 bis 1950 Vorsitzender der FDJ-Landesleitung Sachsen-Anhalt und war dort 1947 Abgeordneter des Landtages. Von 1947 bis 1955 war er Mitglied des Zentralrates der FDJ. 1950 wurde er Vorsitzender der FDJ in Berlin.
Von 1951 bis 1953 studierte Menzel an der Parteihochschule „Karl Marx“. Nach Abschluss seines Studiums war er von 1953 bis 1982 stellvertretender Minister für Verkehrswesen sowie von 1953 bis 1985 Leiter der Politischen Verwaltung der Deutschen Reichsbahn. Von 1958 bis 1971 war Menzel zudem Mitglied der Zentralen Revisionskommission sowie von 1971 bis 1989 Mitglied des ZK der SED.
Ferner gehörte Menzel dem Bundesvorstand des Deutschen Turn- und Sportbundes an und war ehrenamtlicher Vorsitzender der Sportvereinigung Lokomotive.
Menzels älterer Bruder Friedrich war Zweiter Sekretär der SED-Bezirksleitung Halle und Vorsitzender der SED-Bezirksparteikontrollkommission ebendort.

## Auszeichnungen
- Vaterländischer Verdienstorden in Silber (1956, 1965) und in Gold (1969) sowie Ehrenspange zum Vaterländischen Verdienstorden in Gold (1971)
- Medaille für Kämpfer gegen den Faschismus 1933 bis 1945 (1958)
- Banner der Arbeit (1961)
- Kampforden „Für Verdienste um Volk und Vaterland“ (1971, 1975 und 1981)
- Karl-Marx-Orden (1976)
- Held der Arbeit (1981)
- Stern der Völkerfreundschaft (1986)